# أندرو جوزيف غالامبوس
أندرو جوزيف غالامبوس (بالإنجليزية: Andrew Joseph Galambos)‏ هو فيلسوف أمريكي، ولد في 28 يونيو 1924 في بودابست في المجر، وتوفي في 10 أبريل 1997 في مقاطعة أورانج في الولايات المتحدة.